# Американо-кубинские отношения
Американо-кубинские отношения — двусторонние отношения между США и Кубой. Дипломатические отношения между странами были установлены в XIX веке, разорваны в 1961 году и восстановлены 20 июля 2015 года.

## История

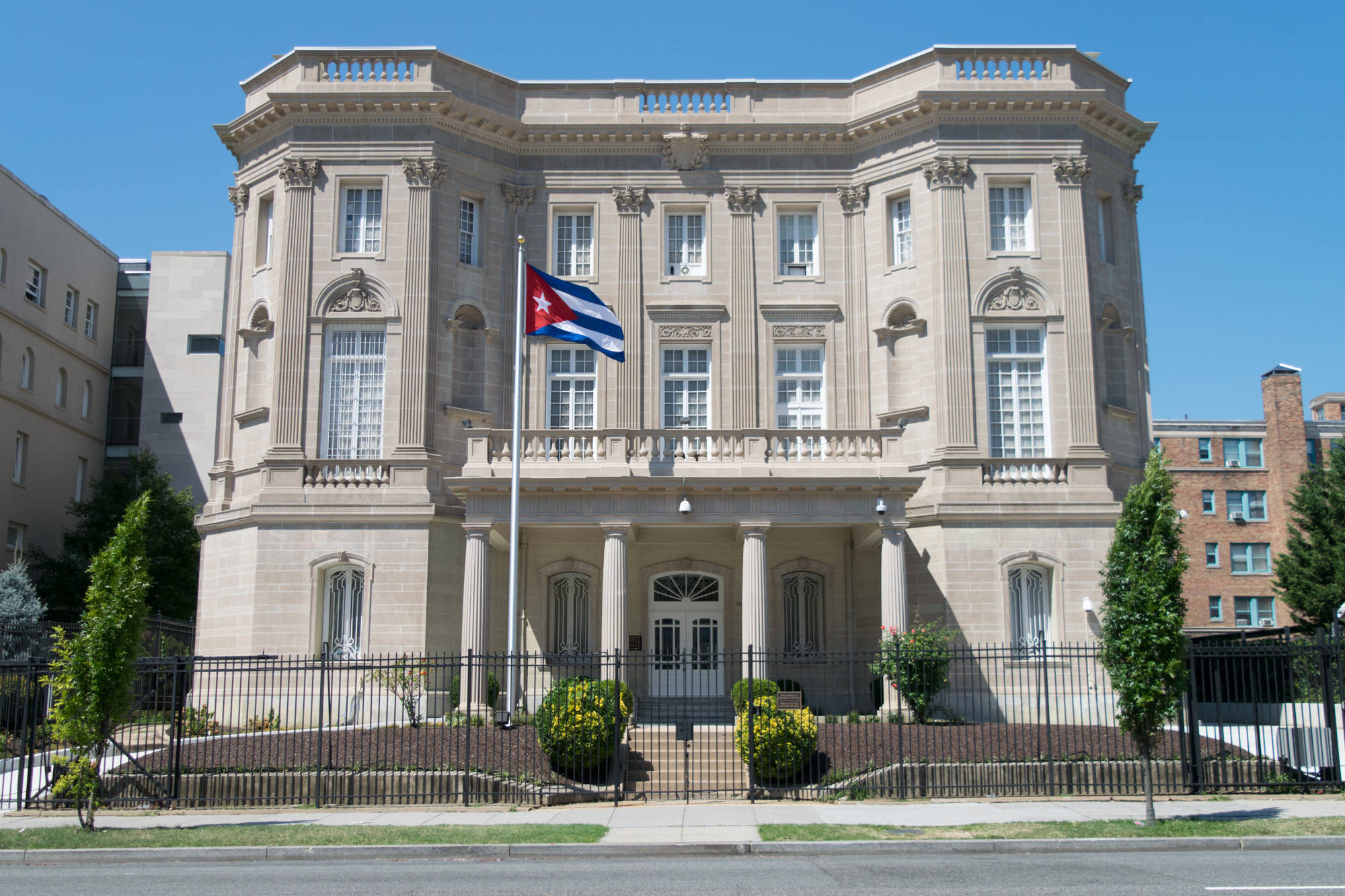
Кубинское посольство в Вашингтоне, США

США способствовали получению Кубой независимости: в ходе войны с Испанией кубинские партизаны встретили американцев как освободителей. И действительно, Куба первой из захваченных у Испании в 1898 году территорий, получила независимость. Однако Поправка Платта (1901 год) по сути превратила молодую республику в зависимую от США территорию. Вплоть до социалистической революции на Кубе господствовал американский капитал, за что страну называли «американской сахарницей». В 1959 году к власти на Кубе пришёл социалистический режим, который в дальнейшем неоднократно подвергался критике и обвинениям со стороны США. В 1960 году Соединённые Штаты наложили торговое эмбарго на Кубу, а в 1961 году разорвали дипломатические отношения после того, как на острове была установлена однопартийная политическая система с руководящей и направляющей ролью коммунистической партии.
В 1977 году Куба и США подписали соглашение о морской границе, по которому стороны определили расположение государственных границ во Флоридском проливе. Документ так и не попал на ратификацию в Сенат США, но его положения были реализованы американским Государственным Департаментом.
При Рейгане наступил новый период ухудшения двусторонних отношений. В 1981 году во Флориде был создан Кубино-Американский национальный фонд, объединяющий эмигрантов с острова. Глава этого Фонда — Хорхе Мас Каноса — при Рейгане возглавлял Президентский совет по теле- и радиовещанию на Кубу, а также правительственную комиссию «за свободную Кубу». Кроме того, с 1990 года на Кубу стало вещать «Радио Марти» (более 120 часов в неделю).
С 1991 года усилилось бегство кубинцев в США (в основном во Флориду морским путём). В 1990 году американцами были задержаны в море только 467 кубинцев, в 1991 году — уже 2203, в 1992 году — 2557, в 1993 году — 3656. Для решения этой проблемы США и Куба в Нью-Йорке в 1994 году подписали договор, согласно которому задержанные в море американскими властями кубинцы подлежали отправке в третьи страны, а Вашингтон обязался выдавать кубинцам ежегодно 20 тыс. миграционных виз (не считая иммигрантов, имеющих родственников в США). Однако вскоре отношения Гаваны и Вашингтона опять ухудшились в связи с уничтожением кубинскими властями двух частных самолётов, которые подбирали в море кубинцев, бегущих с острова, а затем разбрасывали над Гаваной антикастровские листовки. В ответ США приняли в 1996 году Закон Хелмса-Бартона, усиливающий блокаду Кубы и запретивший президенту США её снимать без согласия Конгресса США.

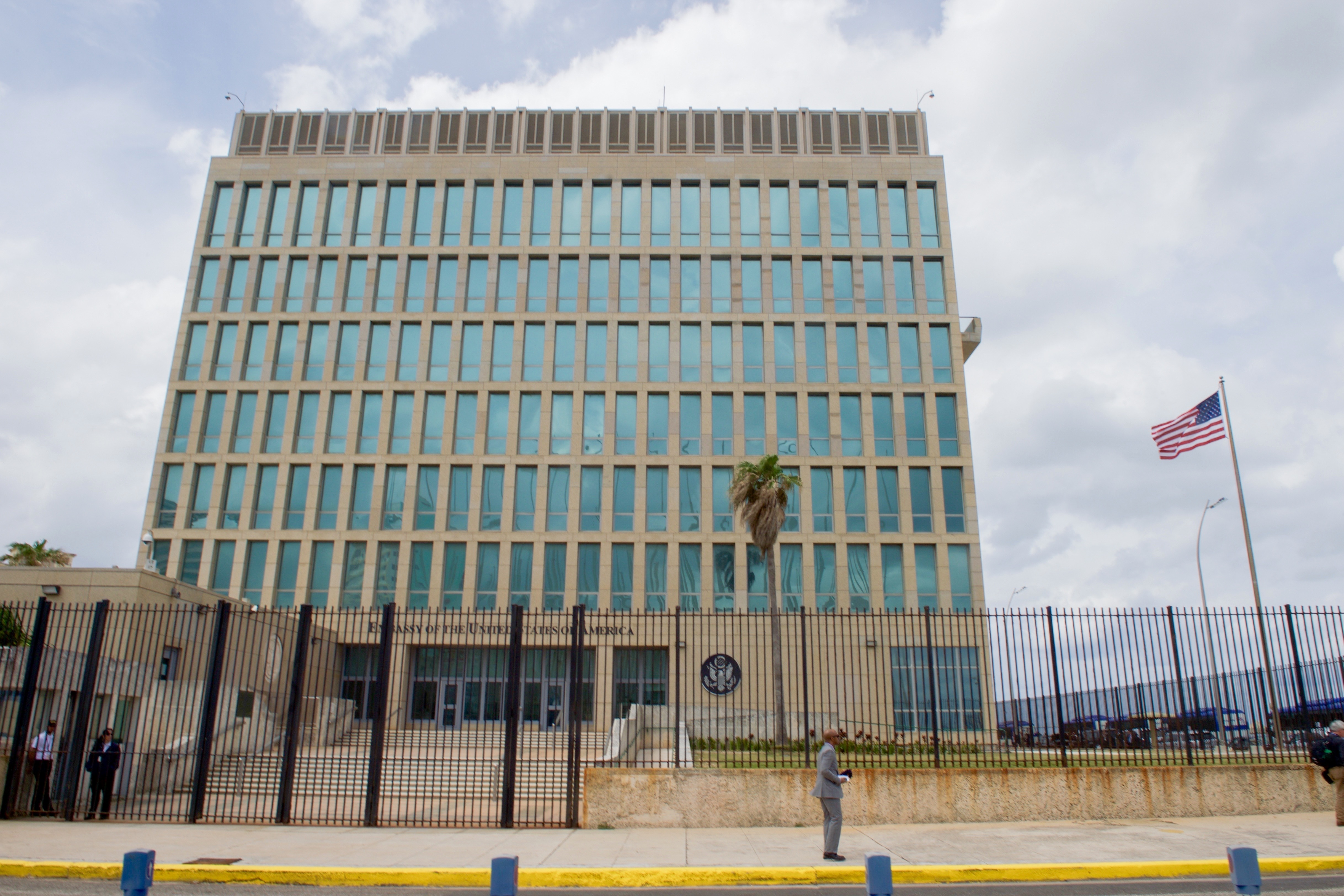
Посольство США на Кубе.

Политика США в отношении Кубы направлена на поощрение демократических и экономических реформ (предусматривающих отход от некоторых положений коммунистической идеологии), повышения уровня уважения к правам человека со стороны кубинского правительства. Хотя в отношении Кубы и действует торговое эмбарго, США остаются вторым по величине поставщиком продуктов питания в страну. США оказывают гуманитарную помощь политическим заключённым и их семьям на Кубе.

### Президентство Барака Обамы
17 декабря 2014 года президент США Барак Обама и председатель Государственного совета Кубы Рауль Кастро объявили о старте возобновления дипломатических отношений, прерванных в 1961 году.
14 августа 2015 года государственный секретарь США Джон Керри прибыл на Кубу, чтобы поднять флаг США над вновь открытым американским посольством в Гаване.
20 марта 2016 года президент США Барак Обама посетил Кубу с двухдневным государственным визитом, что является первым официальным визитом главы Белого дома с 1928 года. 1 мая 2016 года из США на Кубу впервые за 50 лет отправился круизный лайнер.

### Президентство Дональда Трампа
После избрания президентом США Дональда Трампа было объявлено, что ограничения на бизнес и поездки, которые были ослаблены администрацией Обамы, будут восстановлены, и они вступили в силу 9 ноября 2017 года. С тех пор новая политика администрации была направлена на введение новых ограничений в отношении поездок и финансирования; однако поездки через авиакомпании и круизные линии не были полностью запрещены. Более того, дипломатические отношения остаются нетронутыми, а посольства в Вашингтоне и Гаване остаются открытыми.

### Президентство Джо Байдена
Первоначально администрация Джо Байдена сохраняла санкции против Кубы, введенные предыдущей президентской администрацией, несмотря на одно из предвыборных обещаний Байдена снять ограничения в отношении страны. В июне 2021 года администрация Байдена продолжила традицию США голосовать против ежегодной резолюции Генеральной Ассамблеи Организации Объединенных Наций, призывающей к прекращению экономического эмбарго США против Кубы.  В мае 2022 года Соединенные Штаты отказались пригласить островное государство принять участие в 9-м саммите стран Америк в Лос-Анджелесе, что вызвало критику со стороны других стран Латинской Америки.

## Двухсторонние экономические отношения
Денежные переводы играют важную роль в контролируемой государством экономике Кубы, причём большая часть этих средств поступает от кубинских семей из Соединённых Штатов. В 2009 году Соединённые Штаты объявили об отмене ограничений на поездки семей и денежных переводов на Кубу. Туристические поездки на Кубу для граждан США носят существенные ограничения. Управление по контролю за иностранными активами Министерства финансов США (англ. Department of Treasury’s Office of Foreign Assets Control) отвечает за выдачу виз желающим посетить Кубу. В 2012 году товарооборот двух стран составил 464,5 млн долларов.